# 7516 Kranjc
7516 Kranjc è un asteroide della fascia principale. Scoperto nel 1987, presenta un'orbita caratterizzata da un semiasse maggiore pari a 2,3123933 UA e da un'eccentricità di 0,2401381, inclinata di 7,59512° rispetto all'eclittica.
L'asteroide è dedicato all'astronomo italiano Aldo Kranjc.